# Чемпионат Андорры по футболу 2012/2013
Примера Дивизио 2012/13 (кат. Primera Divisió 2012/13) — восемнадцатый сезон чемпионата Андорры по футболу. В турнире приняло участие 8 клубов и проходил он с 23 сентября 2012 года по 26 мая 2013 года. Чемпионом во второй раз в своей истории стал клуб «Лузитанс» и получил право играть в первом квалификационном раунде Лиги чемпионов 2013/14. Серебряный и бронзовый призёр «Санта-Колома» и «Унио Эспортива Санта-Колома» выступят в первом квалификационном раунде Лиги Европы 2013/14. В Сегона Дивизио (второй дивизион) вылетела «Энгордань».
Лучшим бомбардиром стал Бруниньо из «Лузитанса» забивший 17 мячей, Бруниньо вместе с Элоем Казальсом из «Санта-Коломы» были признаны лучшими игроками сезона по версии УЕФА.

## Участники
В чемпионате Андорры приняло участие 8 команд из 5 населённых пунктов.
| Клуб                        | Город               | Позиция в сезоне 2011/12 | Главный тренер   |
| --------------------------- | ------------------- | ------------------------ | ---------------- |
| Интер                       | Эскальдес-Энгордань | 7                        |                  |
| Лузитанс                    | Андорра-ла-Велья    | 1                        | Висенте Маркес   |
| Принсипат                   | Андорра-ла-Велья    | 5                        |                  |
| Сан-Жулиа                   | Сан-Жулиа-де-Лория  | 4                        | Рауль Ганете     |
| Санта-Колома                | Санта-Колома        | 2                        | Луис Бланко      |
| Унио Эспортива Санта-Колома | Санта-Колома        | 3                        | Луис Мигель Алой |
| Энгордань                   | Эскальдес-Энгордань | 6                        |                  |
| Энкам                       | Энкам               | 1, Сегона Дивизио        |                  |

## Стадионы

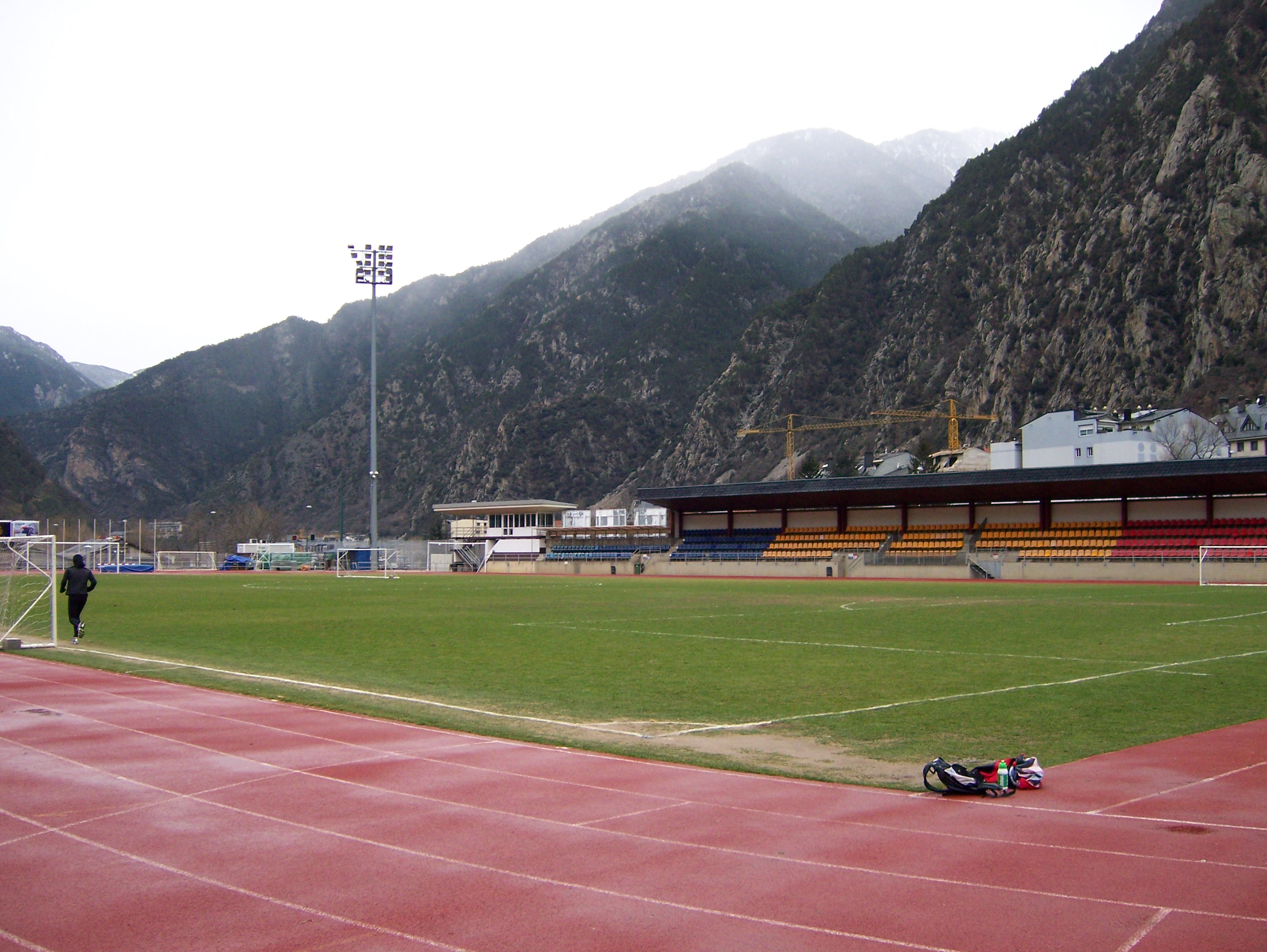
Стадион «Комуналь д’Айшовалль»

Футбольная федерация Андорры проводит матчи Примера и Сегона Дивизио на принадлежащих ей стадионах. Также федерация распределяет стадионы и поля для тренировок для каждой команды. В сезоне 2012/13 игры проходили на двух стадионах: «Комуналь д’Айшовалль» расположенном на юге Андорры в Сан-Жулиа-де-Лория и вмещающем 899 зрителей, а также в приграничном с Андоррой испанском городе Алас-и-Серк, на стадионе «Сентре Эспортиу д'Алас», вмещающем 1500 человек.
| Стадион                | Расположение          | Вместимость |
| ---------------------- | --------------------- | ----------- |
| Комуналь д’Айшовалль   | Сан-Жулиа-де-Лория    | 899         |
| Сентре Эспортиу д'Алас | Алас-и-Серк (Испания) | 1500        |

## Первый этап
| М | Команда                     | И  | В  | Н | П  | Мячи    | ±   | О  | Примечания            |
| - | --------------------------- | -- | -- | - | -- | ------- | --- | -- | --------------------- |
| 1 | Лузитанс                    | 14 | 10 | 3 | 1  | 55 − 11 | +44 | 33 | Борьба за чемпионство |
| 2 | Унио Эспортива Санта-Колома | 14 | 9  | 3 | 2  | 39 − 14 | +25 | 30 | Борьба за чемпионство |
| 3 | Сан-Жулиа                   | 14 | 9  | 3 | 2  | 32 − 9  | +23 | 30 | Борьба за чемпионство |
| 4 | Санта-Колома                | 14 | 8  | 5 | 1  | 25 − 12 | +13 | 29 | Борьба за чемпионство |
| 5 | Принсипат                   | 14 | 3  | 3 | 8  | 17 − 30 | −13 | 12 | Борьба за выживание   |
| 6 | Энкам                       | 14 | 3  | 1 | 10 | 14 − 49 | −35 | 10 | Борьба за выживание   |
| 7 | Энгордань                   | 14 | 2  | 2 | 10 | 14 − 47 | −33 | 8  | Борьба за выживание   |
| 8 | Интер (Эскальдес)           | 14 | 2  | 0 | 12 | 14 − 38 | −24 | 6  | Борьба за выживание   |

И — игры, В — выигрыши, Н — ничьи, П — проигрыши, Мячи — забитые и пропущенные голы, ± — разница голов, О — очки

## Раунд плей-офф

### Борьба за чемпионство
| М | Команда                     | И  | В  | Н | П | Мячи    | ±   | О  | Примечания                                           |
| - | --------------------------- | -- | -- | - | - | ------- | --- | -- | ---------------------------------------------------- |
| 1 | Лузитанс                    | 20 | 13 | 5 | 2 | 65 − 17 | +48 | 44 | Первый квалификационный раунд Лига чемпионов 2013/14 |
| 2 | Санта-Колома                | 20 | 10 | 9 | 1 | 31 − 16 | +15 | 39 | Первый квалификационный раунд Лиги Европы 2013/14    |
| 3 | Унио Эспортива Санта-Колома | 20 | 11 | 4 | 5 | 47 − 25 | +22 | 37 | Первый квалификационный раунд Лиги Европы 2013/14    |
| 4 | Сан-Жулиа                   | 20 | 10 | 4 | 6 | 38 − 18 | +20 | 34 |                                                      |

И — игры, В — выигрыши, Н — ничьи, П — проигрыши, Мячи — забитые и пропущенные голы, ± — разница голов, О — очки

### Борьба за выживание
| М | Команда           | И  | В | Н | П  | Мячи    | ±   | О  | Примечания                          |
| - | ----------------- | -- | - | - | -- | ------- | --- | -- | ----------------------------------- |
| 5 | Принсипат         | 20 | 6 | 3 | 11 | 23 − 35 | −12 | 21 |                                     |
| 6 | Интер (Эскальдес) | 20 | 6 | 0 | 14 | 22 − 42 | −20 | 18 |                                     |
| 7 | Энкам             | 20 | 5 | 2 | 13 | 18 − 55 | −37 | 17 | Плей-офф за место в Примера Дивизио |
| 8 | Энгордань         | 20 | 4 | 3 | 13 | 20 − 56 | −36 | 15 | Выбывание в Сегона Дивизио          |

И — игры, В — выигрыши, Н — ничьи, П — проигрыши, Мячи — забитые и пропущенные голы, ± — разница голов, О — очки

## Плей-офф за место в Примера Дивизио
Седьмая команда Примера Дивизио «Энкам» встретилась с клубом «Атлетик», который занял четвёртое место в Сегона Дивизио 2012/13. «Атлетик» смог участвовать в матчах плей-офф, так как второе и третье место во втором дивизионе заняли резервная команда «Лузитанса» и «Санта-Коломы», которые не имеют право на повышение в высший дивизион. По итогам двух встреч в чемпионате Андорры 2013/14 будет выступать «Энкам», победивший соперника с общим счётом (8:1).
| Ашаваль 19 мая 2013 | \| Энкам \| 3:0 отчёт \| Атлетик (Эскальдес) \| | Комуналь д’Айшовалль |
| Энкам               | 3:0 отчёт                                       | Атлетик (Эскальдес)  |

| Ашаваль 26 мая 2013 | \| Атлетик (Эскальдес) \| 1:5 отчёт \| Энкам \| | Комуналь д’Айшовалль |
| Атлетик (Эскальдес) | 1:5 отчёт                                       | Энкам                |

## Лучшие бомбардиры
| № | Игрок    | Клуб     | Голов |
| 1 | Бруниньо | Лузитанс | 17    |

### Хет-трики
| Игрок               | Клуб                        | Соперник  | Счёт | Дата            |
| ------------------- | --------------------------- | --------- | ---- | --------------- |
| Луиш Мигел душ Рейш | Лузитанс                    | Сан-Жулиа | 1:4  | 28 октября 2012 |
| Хавьер Падронес     | Сан-Жулиа                   | Энгордань | 5:0  | 18 ноября 2012  |
| Францеск Гирау4     | Сан-Жулиа                   | Энкам     | 0:5  | 25 ноября 2012  |
| Хосеп Валл4         | Унио Эспортива Санта-Колома | Энгордань | 7:0  | 25 ноября 2012  |
| Бруниньо4           | Лузитанс                    | Энкам     | 0:11 | 27 января 2013  |
| Риера               | Сан-Жулиа                   | Энгордань | 0:4  | 17 февраля 2013 |
| Луиш Мигел душ Рейш | Лузитанс                    | Сан-Жулиа | 2:4  | 7 апреля 2013   |

4 Игрок забил 4 гола